# Борис Петров
 Тази статия е за българския готвач.  За музиканта вижте Борис Петров (музикант).  
Борис Генчев Петров (роден 1969 г.) е български шеф-готвач.

## Биография и дейност
Завършва през 1987 г. техникум по обществено хранене, след което работи в ресторанта на хотел Шератон. През 2000 г. отива в Испания и работи при шеф Хавиер Саньол. През 2003 г. започва работа в известния ресторант „Арена“ в град Солоу, Тарагона, а през 2004 г. отива в новия ресторант на Хавиер Саньол „Кастильо де Хавиер“ в Тарагона като главен готвач.
През 2007 г. се връща в България и работи в ресторант „Каса Бояна“ в София, а по-късно като шеф-готвач на ресторант „Te Quiero“. След това започват годините му в „Secret Garden“, „Secret forest“ и „Secret by Chef Petrov“,
Петров е член на ръководството българското неправителствено сдружение на майсторите-готвачи „Евро-Ток България“.
Жури на телевизионното предаване „Lord of the chefs“. през 2011 г.
Автор е на книгата „Усещане за вкус“.
През 2017 г. участва във Vip Brother, където завършва на девето място.